# Patriarken af Konstantinopel
Patriarken af Konstantinopel (lang titel: Ærkebiskoppen af Konstantinopel, det nye Rom, Den økumeniske patriark) er den åndelige leder af Den ortodokse kirke, der har mere end 250 millioner medlemmer.
Patriarken har direkte jurisdiktion over de ortodokse kristne i størstedelen af Tyrkiet, på Kreta og Dodekaneserne samt over munkesamfundet Athos. Desuden har han myndighed over mange kirker i diasporaen (Vesteuropa, Amerika og Australien).  
De nationale ortodokse kirker i Grækenland, Rusland og i andre østeuropæiske lande anerkender patriarken som den første blandt ligemænd, Primus inter pares. 
Bispestolen i Konstantinopel blev ifølge traditionen oprettet af apostlen Andreas. Den nuværende økumeniske patriark, Bartholomæus 1., er hans 270. efterfølger. Konstantinopels bispestol blev ophøjet til patriarkat i år 381. 
Gennem mange år residerede patriarken i en (nu nedrevet) bygning ved siden af Hagia Sophia, der dengang var det Østromerske Kejserdømmes hovedkirke. Efter tyrkernes erobring af Konstantinopel (det nuværende Istanbul) i 1453 drog patriarken i landflygtighed. I 1601 vendte den økumeniske patriark tilbage til byen, og St. Georgskirken blev den ortodokse hovedkirke.   